# Notylia trisepala
Notylia trisepala är en orkidéart som beskrevs av John Lindley och Joseph Paxton. Notylia trisepala ingår i släktet Notylia och familjen orkidéer. Inga underarter finns listade i Catalogue of Life.